# Antônio Nascimento
Pour les articles homonymes, voir Nascimento.
Antônio Roberto Xavier Nascimento (né le 19 août 1977 à Guarulhos) est un coureur cycliste brésilien.

## Palmarès
- 2001
  - 3e du Torneio de Verão
- 2002
  - Torneio de Verão
  - 2e et 4e étapes du Tour de Santa Catarina
  - 2e du GP Ciclística 9 de Julho
- 2003
  - Torneio de Verão
  - Tour de Santa Catarina :
    - Classement général
    - 1re étape
- 2004
  - Tour de l'État de Sao Paulo
  - 6e étape du Tour de Santa Catarina
  - 2e du Tour de Santa Catarina
- 2005
  - 5e étape du Tour de Santa Catarina
  - 2e étape du Tour du Paraná
  - 2e du Tour du Paraná
- 2006
  - Tour de Mato Grosso
  - 7e étape du Tour de Santa Catarina
  - 3e du Torneio de Verão
  - 3e du Prova Ciclística 9 de Julho
- 2009
  - 3e étape du Tour du Paraná
  - 2e du Tour de Santa Catarina
- 2010
  - 1re étape du Tour de l'intérieur de Sao Paulo
  - 9e étape du Tour du Brésil-Tour de l'État de Sao Paulo
  - 3e du Tour de Gravataí
- 2011
  - 2e étape du Tour de Gravataí
  - 1re étape du  Tour du Brésil-Tour de l'État de Sao Paulo
  - 3e du Tour de Gravataí
- 2013
  - Tour de l'intérieur de São Paulo :
    - Classement général
    - 1re étape
- 2015
  - Circuito Boa Vista
- 2016
  - Circuito Boa Vista

## Classements mondiaux
| Année            | 2005 | 2006 | 2007 | 2008 | 2009 | 2010 | 2011 | 2012 | 2013 |
| ---------------- | ---- | ---- | ---- | ---- | ---- | ---- | ---- | ---- | ---- |
| UCI America Tour | 21e  | 93e  | 315e | 183e | 75e  | 87e  | 26e  | 177e | 293e |